# تور دو ماین
تور دو ماین (به لاتین: Tour de Mayen) یک کوه در سوئیس است که در کانتون وو واقع شده‌است. تور دو ماین ۲٬۳۲۶ متر بالاتر از سطح دریا واقع شده‌است.